# Антуноваць (Велика)
45°25′ пн. ш. 17°38′ сх. д. / 45.41° пн. ш. 17.63° сх. д.
Антуноваць (хорв. Antunovac) — населений пункт у Хорватії, у Пожезько-Славонській жупанії у складі громади Велика.

## Населення
Населення за даними перепису 2011 року становило 158 осіб.
Динаміка чисельності населення поселення:

## Клімат
Середня річна температура становить 11,09 °C, середня максимальна – 25,58 °C, а середня мінімальна – -5,90 °C. Середня річна кількість опадів – 836 мм.
| Клімат поселення                              | Клімат поселення | Клімат поселення | Клімат поселення | Клімат поселення | Клімат поселення | Клімат поселення | Клімат поселення | Клімат поселення | Клімат поселення | Клімат поселення | Клімат поселення | Клімат поселення | Клімат поселення |
| Показник                                      | Січ.             | Лют.             | Бер.             | Квіт.            | Трав.            | Черв.            | Лип.             | Серп.            | Вер.             | Жовт.            | Лист.            | Груд.            |                  |
| Середній максимум, °C                         | 6,26             | 8,26             | 12,80            | 17,13            | 22,53            | 25,58            | 25,33            | 24,46            | 20,34            | 15,20            | 9,52             | 5,46             |                  |
| Середня температура, °C                       | 0,18             | 2,19             | 6,71             | 11,05            | 16,44            | 19,50            | 21,44            | 20,57            | 16,46            | 11,31            | 5,62             | 1,59             |                  |
| Середній мінімум, °C                          | −5,9             | −3,9             | 0,62             | 4,96             | 10,37            | 13,42            | 17,55            | 16,68            | 12,58            | 7,44             | 1,76             | −2,32            |                  |
| Норма опадів, мм                              | 52               | 49               | 54               | 67               | 78               | 100              | 76               | 77               | 64               | 73               | 81               | 65               |                  |
| Середньомісячна швидкість вітру, м/с          | 1.93             | 2.20             | 2.50             | 2.40             | 2.20             | 2.00             | 1.93             | 1.80             | 1.80             | 1.85             | 1.93             | 2.00             |                  |
| Середньомісячна сонячна радіація, кДж/м²·день | 4324             | 7030             | 10841            | 15233            | 19294            | 21282            | 22158            | 19972            | 14894            | 9221             | 4885             | 3631             |                  |
| --------------------------------------------- | ---------------- | ---------------- | ---------------- | ---------------- | ---------------- | ---------------- | ---------------- | ---------------- | ---------------- | ---------------- | ---------------- | ---------------- | ---------------- |
| Джерело:                                      |                  |                  |                  |                  |                  |                  |                  |                  |                  |                  |                  |                  |                  |